# 1995 DC2
1995 DC2, também escrito como 1995 DC2, é um objeto transnetuniano (TNO) que está localizado no cinturão de Kuiper, uma região do Sistema Solar. Ele é classificado como um cubewano. Ele possui uma magnitude absoluta (H) de 7,2 e, tem um diâmetro estimado com cerca de 160 km, por isso é pouco provável que possa ser classificado como um planeta anão, devido ao seu tamanho relativamente pequeno.

## Descoberta
1995 DC2 foi descoberto no dia 24 de fevereiro de 1995 pelos astrônomos J. X. Luu e D. C. Jewitt.

## Órbita
A órbita de 1995 DC2 tem uma excentricidade de 0.060 e possui um semieixo maior de 44.214 UA. O seu periélio leva o mesmo a uma distância de 41.563 UA em relação ao Sol e seu afélio a 46.866.